# Отавит
Отавит (название по топониму Отави, в Намибии) — минерал, безводный карбонат кадмия из группы кальцита. Химическая формула CdCO3. Вторичный минерал в зонах окисления рудных тел. Часто встречается в виде ориентированных нарастаний на смитсоните.